# Staphylea
Genre
Staphylea est un genre regroupant une dizaine d'espèces d'arbustes originaires de l'hémisphère nord.

## Caractéristiques
Ce sont des arbustes ou des arbrisseaux, rarement de petits arbres.

Floraison de différentes espèces et hybrides
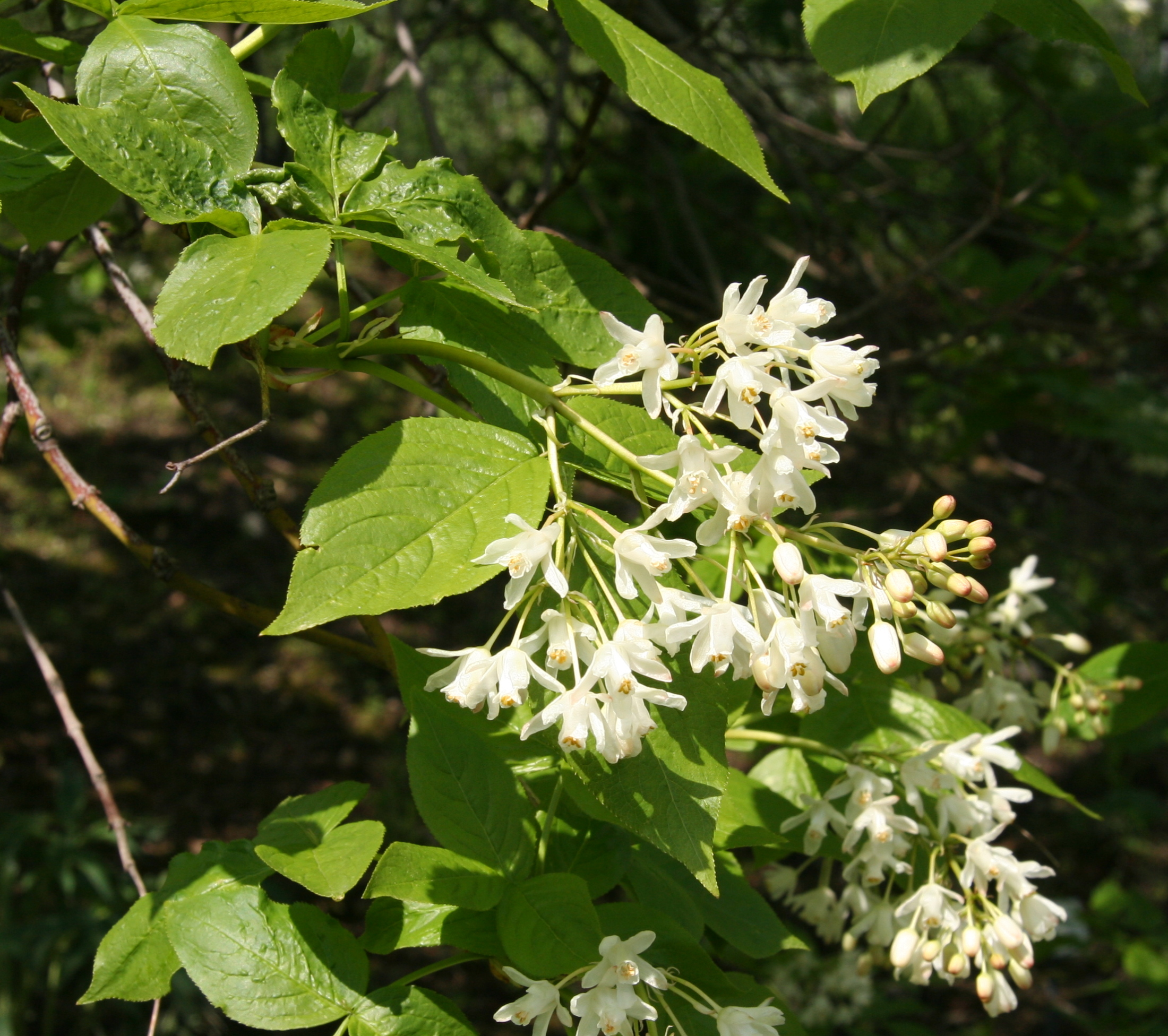
Fleurs de Staphylea colchica
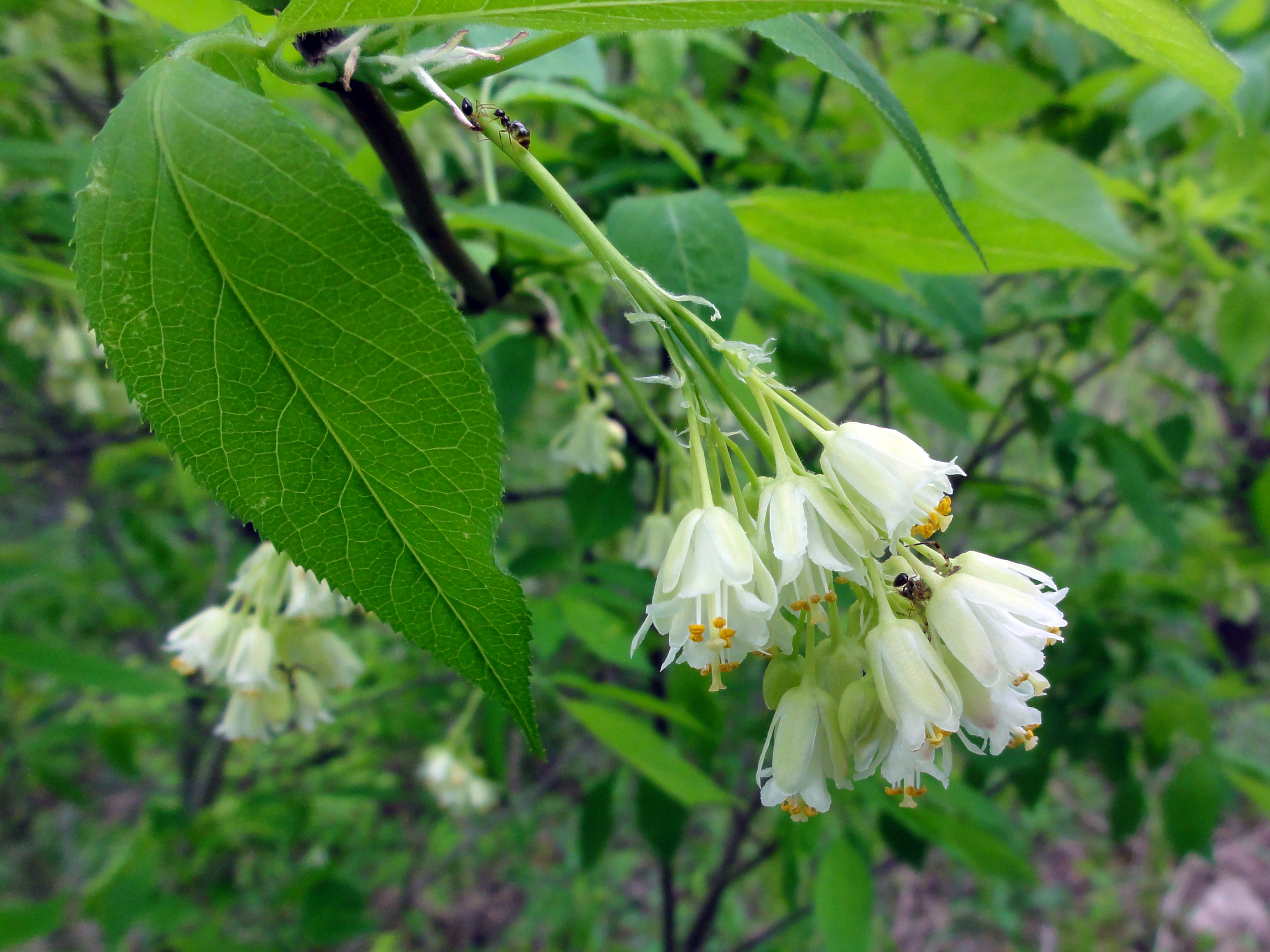
Fleurs de Staphylea trifolia
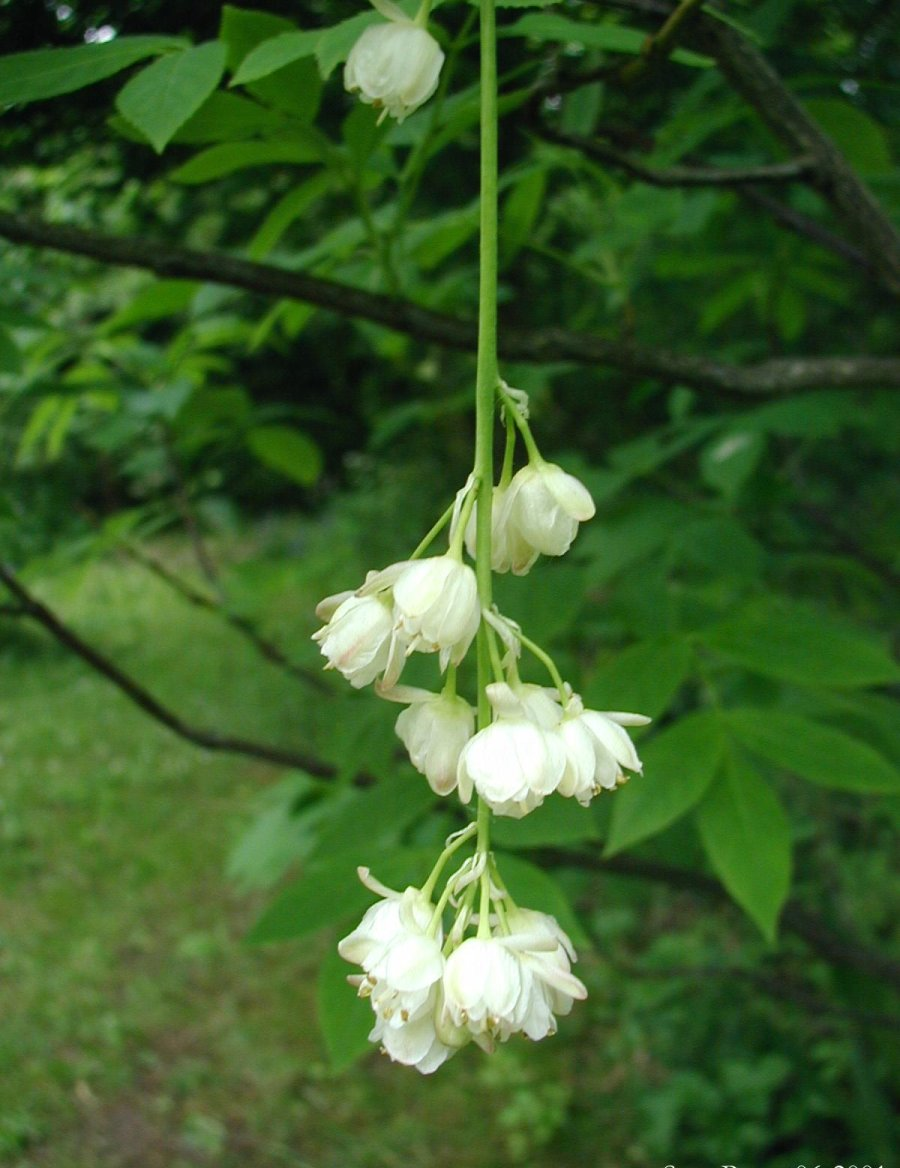
Fleurs de Staphylea pinnata
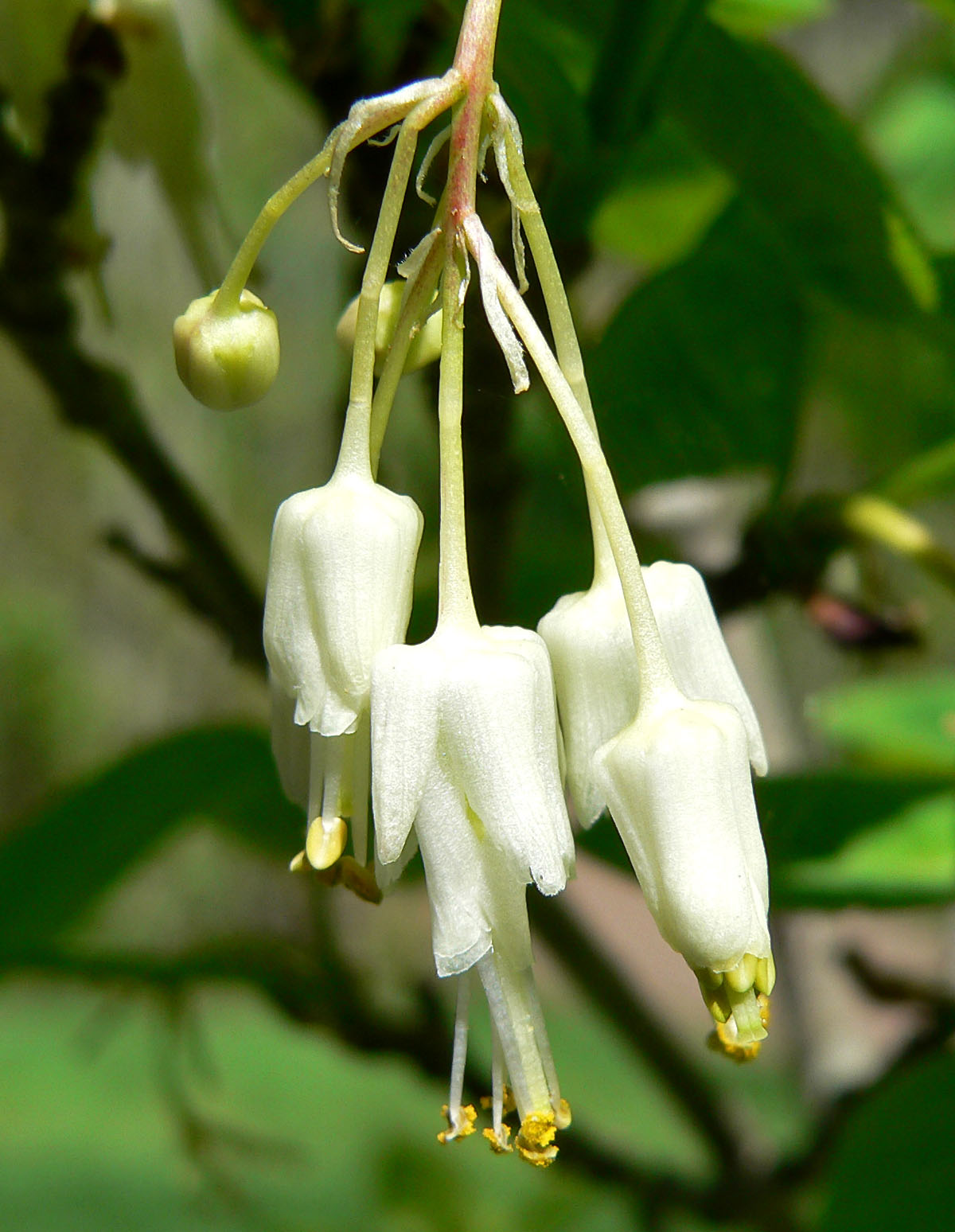
Fleurs de Staphylea bolanderi
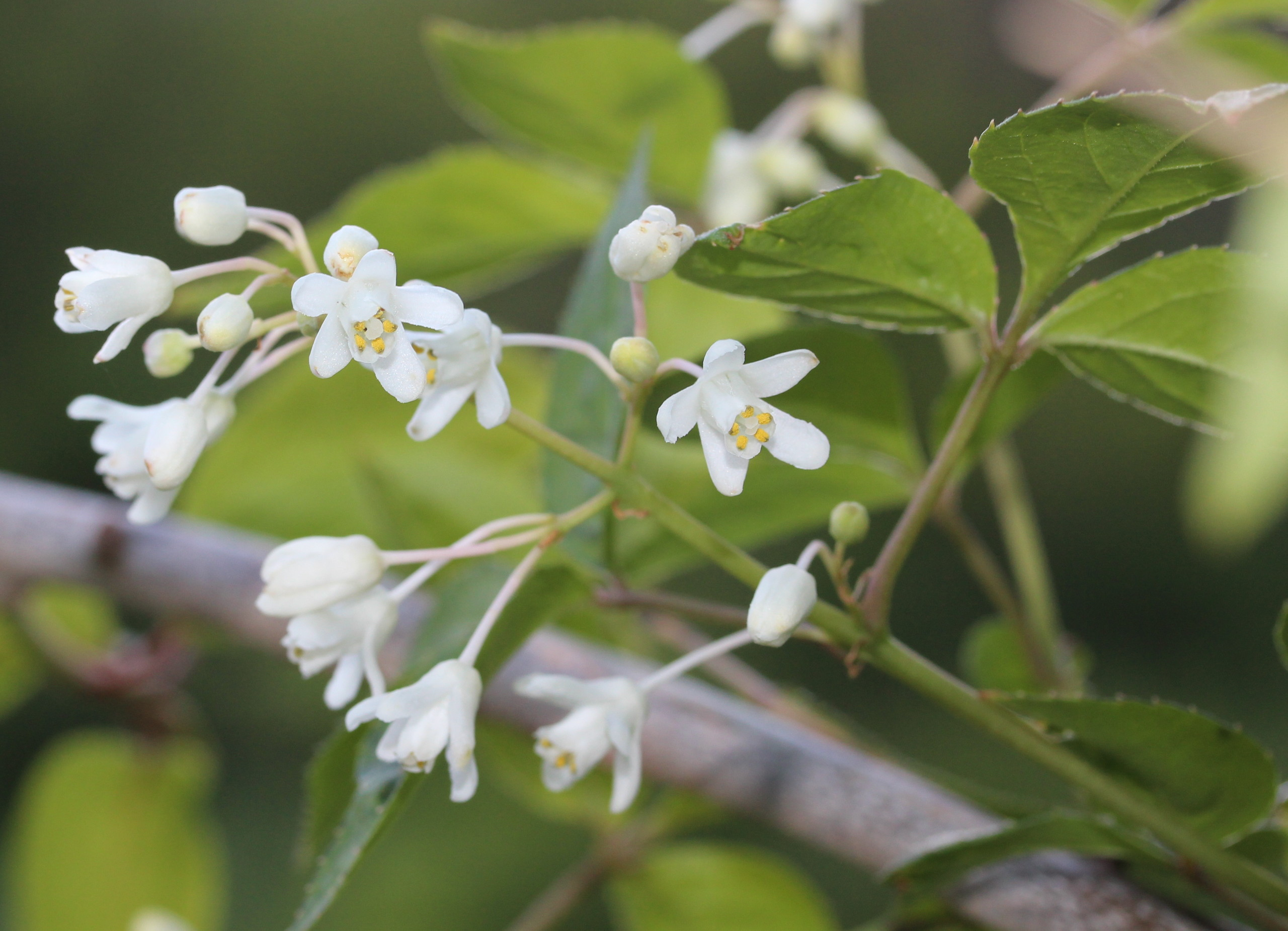
Fleurs de Staphylea bumalda
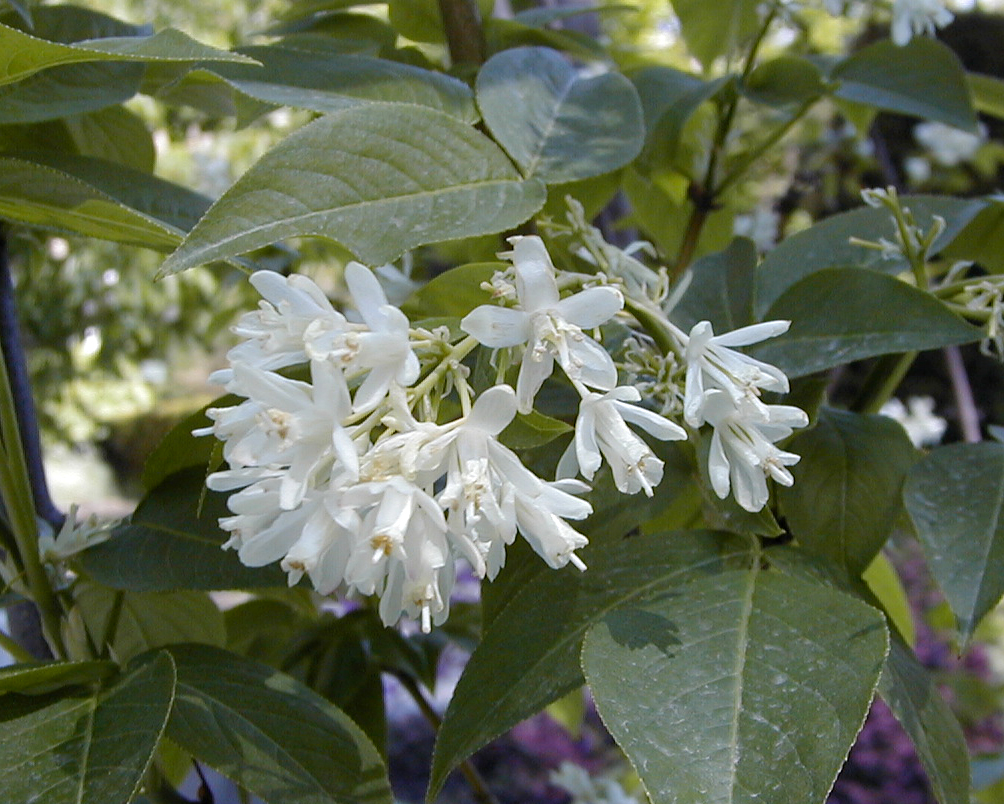
Fleurs de Staphylea × elegans

Fructification
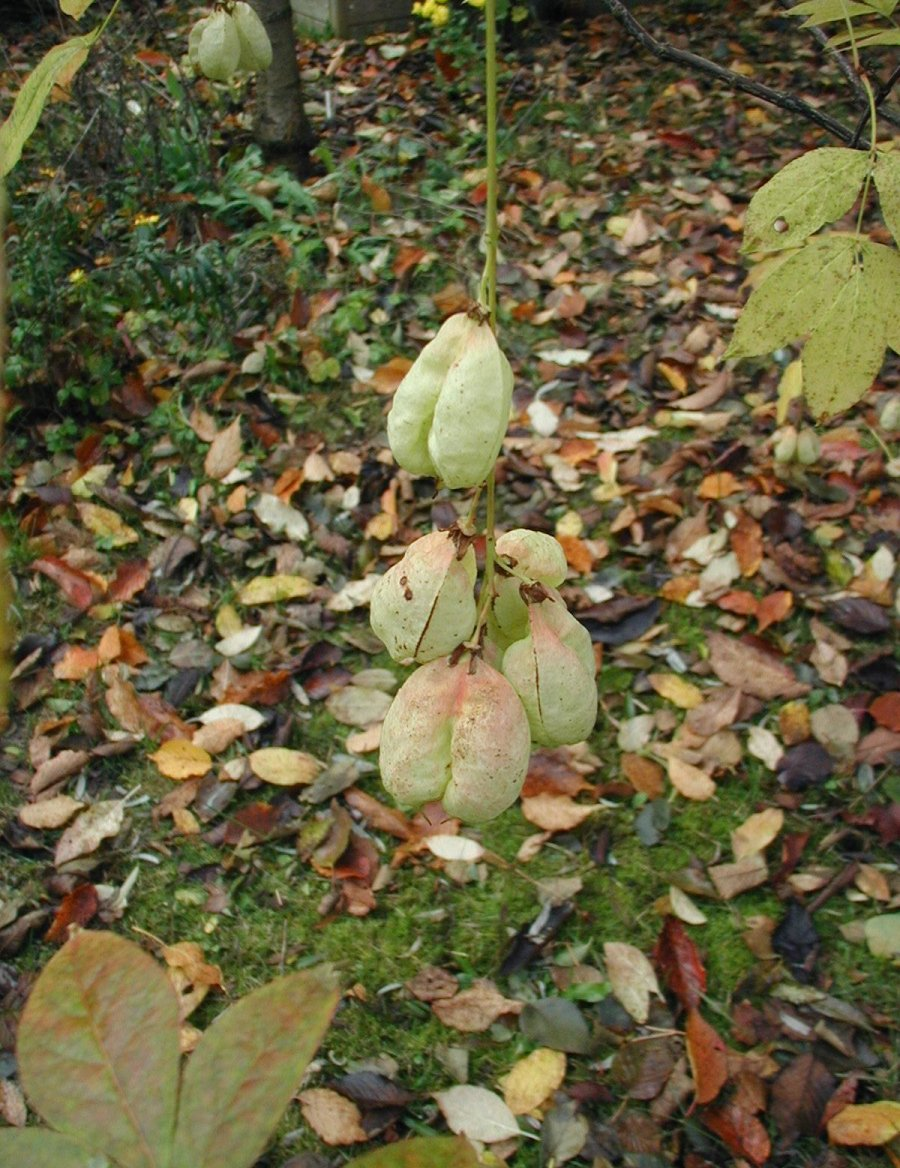
Fruits de Staphylea pinnata
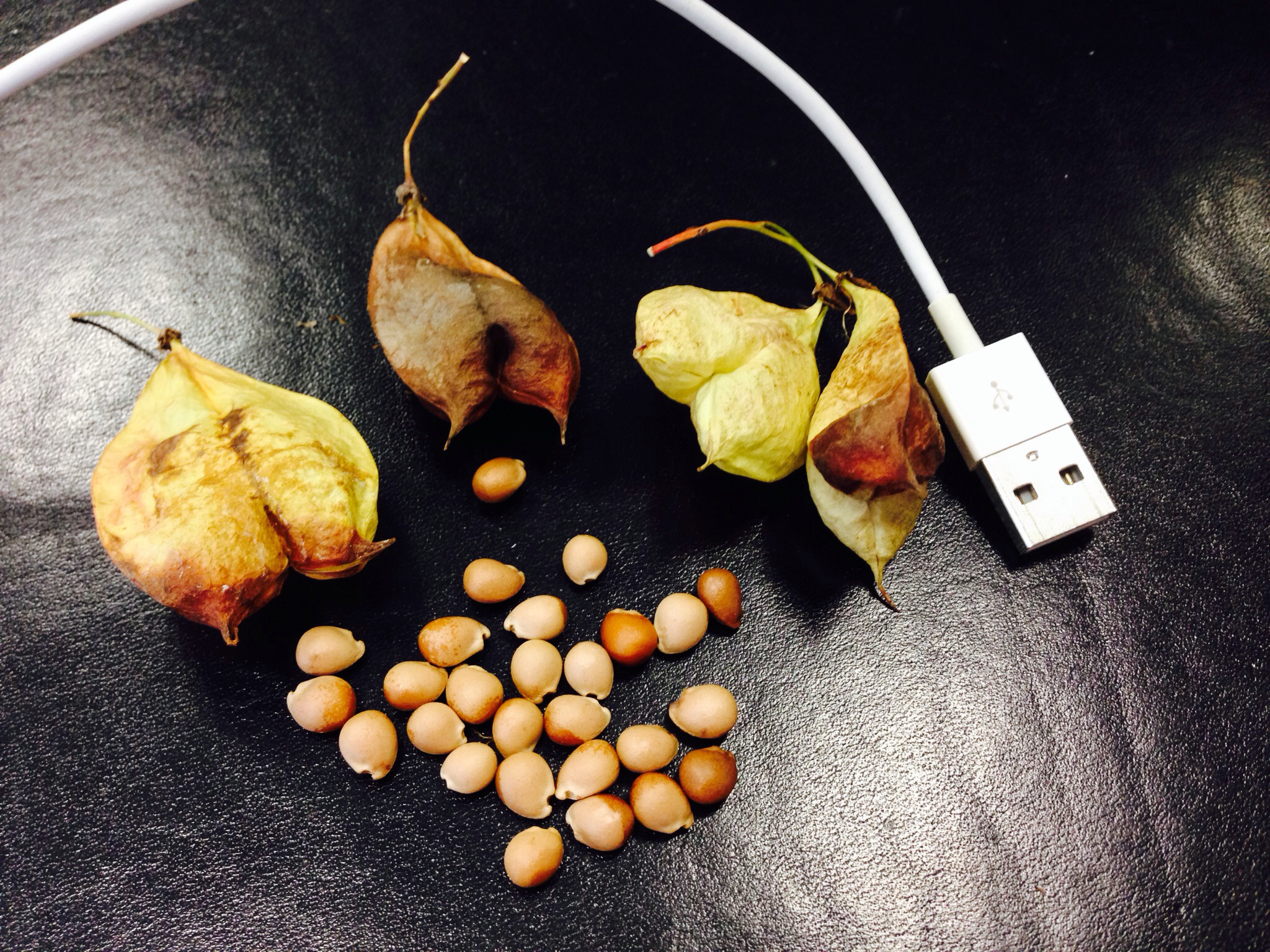
Fruits et graines de Staphylea pinnata

## Liste d'espèces
Selon GRIN (14 avril 2014) :
- Staphylea bolanderi A. Gray - Ouest de l'Amérique du Nord
- Staphylea bumalda DC. - Japon, Corée
- Staphylea colchica Steven -  Asie centrale et Caucase
- Staphylea holocarpa Hemsl. -  Chine
- Staphylea pinnata L. - Europe
- Staphylea trifolia L. -  Est de l'Amérique du Nord

Selon The Plant List (14 avril 2014) :
- Staphylea bolanderi A. Gray
- Staphylea bumalda DC.
- Staphylea campanulata J. Wen
- Staphylea forrestii Balf. f.
- Staphylea holocarpa Hemsl.
- Staphylea pinnata L.
- Staphylea pringlei S. Watson
- Staphylea shweliensis W.W. Sm.
- Staphylea tricornuta (Lundell) S.L. Simmons
- Staphylea trifolia L.
- Staphylea yuanjiangensis K.M. Feng & T.Z. Hsu